# Kabalebo
Kabalebo es uno de los seis ressorts en los que se divide el distrito de Sipaliwini, en Surinam. Está ubicado al extremo occidente del país. Toma el nombre del río Kabalebo.
Limita al norte con el distrito de Nickerie, al oriente con el ressort de Boven Coppename, al sur limita con el ressort de Coeroeni y al occidente con Guyana. 
Para el 2004, Kabalebo según cifras de la Oficina Central de Asuntos Civiles (CBB), tenía 1843 habitantes. Algunas de las localidades más grandes en este ressort son Apoera y Bakhuis.